# Hulun-See
Der Hulun-See (mongolisch: Hulun Nur oder auch Dalai nuur (Далай нуур), chinesisch 呼倫湖, Pinyin Hūlún Hú) ist ein großer Süßwasser-Binnensee im Nordosten Chinas, im äußersten Nordosten des Autonomen Gebietes Innere Mongolei, im Hulun-Buir-Grasland, auf der Barga-Hochebene. Der See ist meist ohne Abfluss. Bei hohem Wasserpegel im See fließt er in den Fluss Argun ab.
Mit 2315 km² (nach anderen Angaben 1100 km²) ist der Hulun Nur der größte See der Inneren Mongolei und der fünftgrößte Chinas. Der – je nach Niederschlagsmenge – nur sechs bis neun Meter tiefe See liegt auf einer Höhe von 539 m. Die Ufer sind relativ flach und bestehen sowohl aus steinigen, als auch aus sandigen Abschnitten.
Abhängig von seinem Zufluss ist er bis zu 93 km lang und 32 km breit. An seinem Südwestufer wird er vom Cherlen und an seinem Ostufer vom Orxon gespeist.
Mindestens 30 Fischarten haben sich im See angesiedelt, über 200 Vogelarten bevölkern nicht nur seine Ufer; dazu gehören Kraniche wie der überaus seltene Mandschurenkranich, Schwäne, Wildgänse, Wildenten sowie Zugvögel, die den See und seine Ufer als Rast- und Brutplatz und Ort der Nahrungssuche aufsuchen. Als erstaunlich sauberer See in China entwickelt sich der See immer mehr zu einem recht beliebten Reiseziel mit Urlaubs- und Kurorten. Im Winter ist der See oftmals zugefroren.
Der See liegt 150 km östlich des Stadtbezirks Hailar im Verwaltungsgebiet der bezirksfreien Stadt Hulun Buir.

## Abfluss: Kerulen-Argun-Amur
In besonders niederschlagsreichen Jahren kommt es vor, dass der normalerweise abflusslose See an seinem Nordufer überläuft, so dass der ihn speisende Kerulen eine Verbindung zum etwas weiter östlich fließenden Argun und zum sich daran anschließenden Amur bekommt. Dadurch entsteht der Fluss Kerulen-Argun-Amur, der dann der siebtlängste Fluss der Welt ist.